# スケッチ認識
スケッチ認識（スケッチにんしき、英語: Sketch recognition）は、コンピューターによるダイヤグラムの自動認識。スケッチ認識の研究は、人工知能とヒューマンコンピュータインタラクションの分岐点に位置する。認識アルゴリズムは通常、ジェスチャーベース、外観ベース、ジオメトリベース、またはそれらの組み合わせ。